# Indonesia en los Juegos Olímpicos de Sídney 2000
Indonesia estuvo representada en los Juegos Olímpicos de Sídney 2000 por un total de 47 deportistas, 27 hombres y 20 mujeres, que compitieron en 12 deportes.
El portador de la bandera en la ceremonia de apertura fue el jugador de bádminton Rexy Mainaky.

## Medallistas
El equipo olímpico indonesio obtuvo las siguientes medallas:
| Nombre                        | Deporte      | Competición  |
| ----------------------------- | ------------ | ------------ |
| Oro                           |              |              |
| Tony Gunawan Candra Wijaya    | Bádminton    | Dobles M     |
| Plata                         |              |              |
| Hendrawan                     | Bádminton    | Individual M |
| Tri Kusharyanto Minarti Timur | Bádminton    | Dobles mixto |
| Raema Lisa Rumbewas           | Halterofilia | 48 kg F      |
| Bronce                        |              |              |
| Sri Indriyani                 | Halterofilia | 48 kg F      |
| Winarni Binti Slamet          | Halterofilia | 53 kg F      |